# Парисос

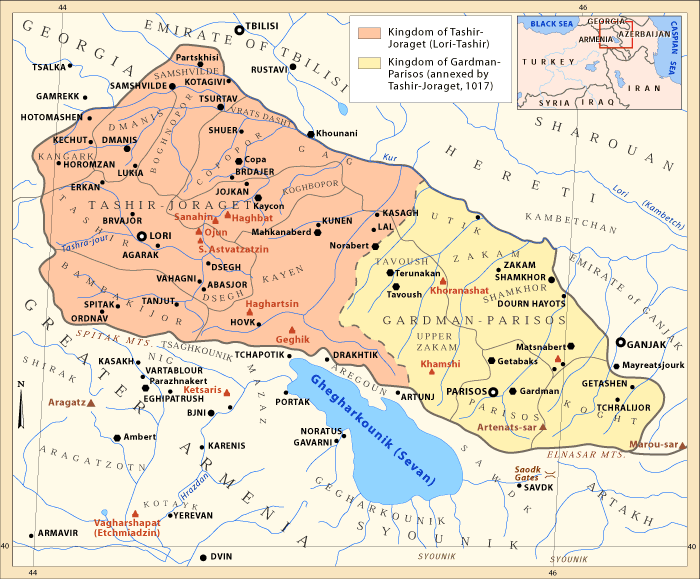
Королевство Гардман-Парисос (желтый) в 1017 году, когда оно было приобретено Королевством Лори (красный)

Парисос — город, крепость и монастырь, расположенный в верхнем бассейне реки Шамкирчай, недалеко от современного азербайджанского села Калакенд Кедабекского района. Руины Парисоса расположены на скале на левом берегу ручья, также исторически называемого Парисосом, который сам по себе является притоком Шамкира. Парисос также назывался окрестный район, который включал бассейн Шамкирчая, и королевства, столица которого находилась здесь. Парисосское царство стало самым важным княжеством на восточноармянском нагорье в X веке.
Город-крепость Парисос, вероятно, был основан в IX веке. Он сменил близлежащую крепость Гардман, расположенную ниже по течению Шамкира, в качестве столицы Шамкирского бассейна. Парисос находился в несколько более труднодоступном месте, чем Гардман. Название Парисос этимологически связано с Парнесом, который был названием района до того, как был основан сам Парисос. Оба названия связаны с названием иранского племени паррасиои (ивр. Παρράσιοι‎), упомянутого Страбоном как одна из основных групп в регионе. Район во многом совпадал с предыдущим Гардманом.
Был ещё монастырь Парисос, находившийся где-то неподалеку. В одном источнике у албанских католиков упоминаются два прелата из монастыря Парисос, тогда как во всех остальных указан только один; это означает, что монастырь Парисос имел «высокую степень институционализации», более высокую, чем где-либо еще в регионах Восточной Армении.
Королевство Парисос возникло в начале X века при принце Сааке Севаде, который был внуком Атрнерсеха I и правнуком Сахла Смбатеана. Правители Парисоса, похоже, унаследовали притязания Сахла Смбатеана на суверенитет над всей Кавказской Албанией. Царство Парисос стало доминировать над горами вокруг озера Севан, самой высокой части Армянского нагорья, а его контроль над несколькими основными торговыми путями сделал его хорошо связанным с окружающими Кавказом и Каспийскими регионами. Один важный маршрут пролегал через долину Джорой-Гет, которую завоевал Саак Севадай; этот маршрут соединял речные системы Куры и Аракса, которые образовывали «главные оси» Грузии и Армении соответственно. Правители Парисоса также контролировали два важнейших перевала через горы Малого Кавказа: перевал Парисос и перевал Сотк. Консолидация власти в Парисосе, как и в других небольших христианских княжествах в регионе, связана с относительным миром в регионе в начале X века, который привел к «быстрому развитию экономики Армении и международной торговли» по Южному Кавказу».
Внука Саака Севады, Ишхануна Севаду, армянский историк Степанос Орбелян назвал «великим и прославленным принцем Албании». У Ишхануна Севады было четыре сына: Йованнес (он же Сенекьерим), Григор, Артнерсе и Пилиппе. Сначала Сенекьерим и Григор правили как соправители. Около 968 года Сенеккерим был коронован «королем Албании» и получил регалии как от византийских, так и от исламских сановников: он получил «мантию и великолепные украшения» от «персидского царя», вероятно, Салларидского эмира Азербайджана, и «корону» редкой красоты и царского пурпурного одеяния» от Давид III Куропалата в качестве византийского магистра.
Коронация Сенеккерима представляет собой «кульминационный момент в истории правящего дома Париса». Однако в 1003/4 году, по данным армянского историка Степаноса Таронеци, и Сенекьерим, и Григор умерли. Они, возможно, погибли во время набега, возглавляемого Фазлом ибн Мухаммедом, шаддадидским эмиром Аррана, который, как известно, примерно в это время действовал в Сотке и Хаченском княжестве.
По словам Степаноса Асогика, Парисосское царство было полностью разрушено и разделено между Фазлом и Гагиком I. Однако царство Парисос выжило, о чем свидетельствуют более поздние источники. Похоже, что к тому времени, когда Степанос закончил свою книгу в 1004/5 году, он не слышал дальнейших новостей из восточных регионов; Тем временем Артнерсе и Пилиппе выжили, возможно, остановившись в одном из многочисленных замков района, и, похоже, унаследовали совместное царствование своих братьев. Вероятно, это «албанские короли Артнерсех и Пипе», упомянутые в письме вардапета Тирануна в ответ на его вопросы об экзегетике, которая сохранилась в различных армянских рукописях, содержащих богословские труды. В ответе Тирануна, который, вероятно, произошел вскоре после того, как братья стали королями, говорится о том, что эти двое находились в «часе крайней опасности», что, возможно, является признаком политических потрясений в то время.
Королевство Парисос, возможно, просуществовало до середины XI века. На смену ему в регионе пришло Хаченское княжество.